# Jaap Stroomenbergh
Jacob (Jaap) Stroomenbergh (Amsterdam, 3 januari 1901 – Amsterdam, 6 april 1974) was een Nederlands zangpedagoog.
Hij was zoon van tuinman (enige tijd op landgoed Amstelvliet) Dirk Stroomenbergh en Maria Jozina Henderika Lensen. Hijzelf was sinds 1928 getrouwd met bureauambtenaar te Amsterdam Adriana Cornelia van Westen (1895-1986), die promoveerde tot adjunct-commies. Zij had zelf een korte loopbaan als alt.
Hij was van origine kantoorbediende, aldus het militieregister. Zijn eigen opleiding tot zanger verkreeg hij aan het Conservatorium van Amsterdam, alwaar hij les had van onder meer Jacoba Dhont en Johannes den Hertog. Zijn stemvak was bariton/bas. Daaraan vooraf ging een driejarige studie bij zangleraar Henrik Koning. Jeanne Stroomenbergh, zijn vrouw, zelf kerkzangeres, maakte Stroomenbergh attent op die leraar. Volgens een interview in Het Vrije Volk van 25 november 1965 stond hij al op zijn twaalfde te zingen op het podium. Willem Mengelberg had hem meegenomen voor een uitvoering van de Matthäus-Passion van Johann Sebastian Bach in Parijs. Zijn eerste bekende optreden in Nederland vond plaats in 1920 in de Westerkerk bij een uitvoering van de Amsterdamsche Christelijke Oranjevereeniging. Hij zong ook wel voor de Nederlandse Wagnervereniging (1937-1939. Hij zong met de bekendste zangers in Nederland, zoals Hélène Cals en Otto de Nobel. Hij trad tussen 1937 en 1941 twintig keer op met het Concertgebouworkest; hij zong daar al dan niet deel uitmakend van de Nederlandsche Opera Stichting onder Erich Kleiber, Johannes den Hertog, Peter van Anrooy en Willem van Otterloo. Zijn zangloopbaan bleef echter beperkt; hij was geen liefhebber van het genre opera; hij wilde lesgeven.
Dat deed hij dan ook vanaf zijn 24e levensjaar bijna zijn gehele leven. Hij was langdurige betrokken bij opleiding aan het Muziekinstituut in Haarlam (1933-1934), Toonkunst Muziekschool te Bussum, Conservatorium van Amsterdam (1945-1966) en Haags Conservatorium (1946-1965). Onder zijn leerlingen bevonden zich Gré Brouwenstijn, Margreet van Gunsteren en Guus Hoekman.